# Adandozan
Adandozan, död 1861, var Ahosu, monark, i Kungariket Dahomey mellan 1797 och 1818.